# サン・ソステネ
サン・ソステネ（イタリア語: San Sostene）は、イタリア共和国カラブリア州カタンザーロ県にある、人口約1,400人の基礎自治体（コムーネ）。

## 地理

### 位置・広がり

#### 隣接コムーネ
隣接するコムーネは以下の通り。括弧内のVVはヴィボ・ヴァレンツィア県所属を示す。
- バドラート
- ブロニャトゥーロ (VV)
- カルディナーレ
- ダーヴォリ
- イスカ・スッロ・イオーニオ
- サンタンドレーア・アポストロ・デッロ・イオーニオ
- サトリアーノ